# Valentino (emissário)
Valentino ou Valentim (em latim: Valentinus) foi um oficial bizantino do século VI, ativo durante o reinado dos imperadores Justiniano (r. 527–565), Justino II (r. 565–578) e Tibério II (r. 574–582).

## Vida
Valentino serviu como membro da guarda imperial de 558 até 576, talvez como espatarocubiculário ou escrivão. Provavelmente em 558, foi o primeiro emissário bizantino aos ávaros, entregando presentes e fazendo-os atacarem tribos hostis ao norte do Cáucaso. Possivelmente acompanhou Zemarco em sua embaixada aos turcos em 569-570, ou talvez participou de outra embaixada, não registrada, que ocorreu entre 571 e 576. Em 576, foi enviado em sua segunda embaixada aos turcos, acompanhado por alguns deles, inclusive aqueles que foram para Constantinopla em sua primeira embaixada.
Valentino velejou de Sínope para Quersoneso e então viajou por terra ao acampamento de Turxanto, onde entregou o pedido de Tibério para que os turcos atacassem a Pérsia em concordância com o tratado com Sizábulo. Sizábulo havia falecido e Valentino julgou que a atitude de Turxanto e Tardu, filhos de Sizábulo, foi muito hostil. À época em que foi demitido, os turcos estava atacando os bizantinos no Bósforo.